# Тресавище
Тресавище е влажна земна зона, в която се събира киселинен торф, мъх и лишеи. Водата, която изтича от тресавищата има характерен кафяв цвят, поради разтворения танин.
Тресавищата са характерни за студен климат, в умерения климатичен пояс, предимно в северното полукълбо. Най-големите се намират в Сибир в Русия, които покриват площ от 600 000 квадратни километра. Значителни тресавища има и в Канада и Аляска. По-малки тресавища имат и много страни в Европа – Германия, Финландия, Норвегия, Швеция, Дания, Ирландия и Естония. В южното полукълбо тресавища има в Патагония и Фолкландските острови. В много страни флората и фауната на тресавищата са защитена територия. Често срещани са насекомоядни растения, както и някои видове мухи и пеперуди.